# Konrad von Cucumus
Konrad Cucumus, seit 1860 Ritter von Cucumus (auch öfters Conrad von Cucumus; geboren als Konrad Cucumus; * 20. Januar 1792 in Mainz; † 23. Februar 1861 in München) war ein deutscher Richter und Rechtswissenschaftler. Er war Professor für römisches Recht, Staatsrecht und Criminalrecht an der Universität Würzburg, Mitglied der Frankfurter Nationalversammlung und Oberappellationsgerichtsrat in München.

## Leben
Sein Vater war für den Reichserzkanzler und Kurfürsten, Erzbischof von Mainz tätig. Nach dem Gymnasialbesuch in Aschaffenburg begann er ein Studium der Rechtswissenschaften an der Universität Würzburg, bis er 1813/14 am Befreiungskrieg gegen Napoleon teilnahm. Er stand unter dem Einfluss der Aufklärung und des Naturrechts. 1818 wurde er zum Doktor der Rechte promoviert.
1819 wurde er Privatdozent und 1821 Extraordinarius. 1825 folgte er Gallus Aloys Kleinschrod auf den Lehrstuhl für römisches Recht und Criminalrecht. Gleichzeitig übernahm er von Wilhelm Joseph Behr das Staatsrecht. Seine strafrechtlichen Vorlesungen orientierten sich an Paul Johann Anselm von Feuerbach. Darüber hinaus war er in den 1820er Jahren Mitglied des Senats- und Verwaltungsausschusses und 1830/31 Rektor der Universität. Im Zuge der Karlsbader Beschlüsse wurde er zusammen mit anderen Dozenten 1832 wegen seiner freisinnigen Gesinnung seiner Professur enthoben; seine Nachfolger wurden Friedrich von Ringelmann (Römisches Recht/Criminalrecht) und Anton Arnold von Linck (Öffentliches Recht).
Es folgte die Versetzung als Assessor an das Appellationsgericht nach Neuburg an der Donau, 1839 wurde er wirklicher Appellationsgerichtsrath. Von 1842 bis 1863 war er Rat am Oberappellationsgericht des Königreichs Bayern in München. Er war u. a. Mitglied des Senats für Competenzconflicte. Cucumus galt als loyaler Richter dem Staat gegenüber.
1831/32 war er Sekretär des Landrats für den Untermainkreis. Im April 1848 war er bayerischer Vertrauensmann beim Siebzehnerausschuss des Bundestages in Frankfurt am Main zur Revision der Bundesverfassung und 1848/49 für den 8. Wahlkreis Unterfranken in Schweinfurt fraktionslos Mitglied der Frankfurter Nationalversammlung. Dort war er Mitglied des Ausschusses für völkerrechtliche und internationale Frage. Er war gegen die Wahl Friedrich Wilhelms IV. zum Kaiser der Deutschen.
1860 wurde er mit dem Ritterkreuz des Verdienstordens der Bayerischen Krone ausgezeichnet. Damit verbunden war die Erhebung in den persönlichen Adelstand und er durfte sich nach der Eintragung in die Adelsmatrikel „Ritter von Cucumus“ nennen.
Sein Sohn Franz Cucumus (1824–1881) war Reichsgerichtsrat. Ein weiterer Sohn, Karl (Carl) Cucumus, *1833 in Neuburg a. d. Donau, Abitur 1852 am Münchner Maximiliansgymnasium, schlug eine militärische Laufbahn ein.

## Auszeichnungen
- 1856: Verdienstorden vom Heiligen Michael
- 1860: Ritterkreuz des Civilverdienstordens der bayerischen Krone

## Schriften (Auswahl)
- De jure accrescendi, cui competat post venditam hereditatem (1818)
- Ueber das Duell und dessen Stellung in dem Strafsysteme, Abhandlung aus dem Standpunkt des Vernunftrechts, als Beitrag für Gesetzgebung (1821)
- Ueber die Eintheilung der Verbrechen, Vergehen und Uebertretungen in den Strafgesetzbüchern in Beziehung auf constitutionelle Grundsätze (1823)
- Ueber den Staat und die Gesetze des Alterthums, akademische Abhandlung zur Feier des 25jährigen Jubiläums Max Josephs (1824)
- Lehrbuch des Staatsrechtes der constitutionellen Monarchie Baierns (1825)